# Wapen van Waalre

Wapen van de gemeente Waalre

Het wapen van Waalre  werd op 30 januari 1960 bij Koninklijk Besluit aan de Noord-Brabantse gemeente Waalre toegekend. Het verving het in 1942 toegekende wapen; het is het derde wapen dat de gemeente in haar bestaan voert.

## Geschiedenis
Toen in 1815 een ontwerp voor een gemeentewapen aan de Hoge Raad van Adel moest worden toegezonden, gebruikte de gemeente een afdruk van het zegel dat men in gebruik had, met het wapen van de adellijke familie Van der Clusen. De Hoge Raad van Adel heeft daarop een hartschild geplaatst met daarin de Hollandse leeuw. Als schildhouder was Sint Willibrord naast het schild geplaatst.
Na de samenvoeging van de gemeenten Aalst en Waalre in 1923 is men het wapen uit 1817 blijven gebruiken, maar de gemeenteraad wilde een wapen waarin zowel Aalst als Waalre herkenbaar waren en vroeg een nieuw wapen aan, wat in 1942 werd verleend. Dit wapen was samengesteld uit de familiewapens van Van Horne (de posthoorn), van Cuijk (de drie merletten) en van Rotselaer (de afgesneden Franse lelie). Op het schild werd een kroon geplaatst. Sint Willibrord verdween daarmee uit het wapen. In 1960 werd de kroon weer vervangen door Sint Willibrord, ditmaal recht achter het wapen. Omdat de gemeente een verwijzing naar het geslacht Van der Clusen miste en er in het wapen geen plaats voor een verwijzing was, werd de eikel uit het wapen van deze familie in de bovenste baan van de gemeentevlag geplaatst.

## Beschrijving

### Eerste wapen (1817)
De beschrijving van het wapen van Waalre dat op 16 juli 1817 is toegekend, luidt:
Gevierendeeld met een streepkruis van goud: I en IV van azuur beladen met 3 burchten van goud, geplaatst 2 en 1, II en III van azuur beladen met 3 sterren van goud, over alles heen een hartschild van goud beladen met een leeuw van keel. Achter het schild een dorre tak van goud en ter linkerzijde gehouden door de H.Willebrordus, staande op een grond, alles van goud.
N.B.:
- In het register is geen beschrijving vastgelegd.
- De heraldische kleuren zijn azuur (blauw), keel (rood) en goud (geel).

### Tweede wapen (1942)
De beschrijving van het wapen van Waalre dat op 8 juli 1942 is toegekend, luidt:
In goud een dwarsbalk van keel beladen met 3 merletten van zilver, van boven vergezeld van een posthoorn van keel, beslagen van zilver en van onderen van eene lelie van keel met afgesneden voet. Het schild gedekt met een gouden kroon van 3 bladeren en 2 paarlen.
N.B.:
- De heraldische kleuren zijn goud (geel), zilver (wit) en keel (rood).

### Derde wapen (1960)
De beschrijving van het wapen van Waalre dat op 30 januari 1960 is toegekend, luidt:
In goud een dwarsbalk van keel beladen met 3 merletten van zilver, van boven vergezeld van een posthoorn van keel, beslagen van zilver en van onderen van een lelie van keel met afgesneden voet. Het schild met de rechterhand vastgehouden door de erachter geplaatste figuur van de Heilige Willebrord, gekleed met albe en kazuivel, gedekt met een bisschopsmijter en houdende in de linkerhand de kromstaf, alles van goud.
N.B.:
- De heraldische kleuren zijn goud (geel), zilver (wit) en keel (rood).